# Michel Pavon
 (La Ciotat, 7 novembre 1968) è un allenatore di calcio ed ex calciatore francese, di ruolo centrocampista.

## Biografia
Suo padre Pépito, fu anch'egli un calciatore professionista che militò per diversi anni nelle file dell'Olympique Marsiglia.
Ha due figli: Mathieu, nato nel 1992 e Martin, nato nel 1995.

## Carriera

### Club
Interno di centrocampo, durante la sua carriera ha giocato per Tolosa, Montpellier, Bordeaux e Real Betis, vincendo un titolo francese nel 1999. Vanta 21 presenze nelle competizioni calcistiche europee e una sola rete, siglata il 6 marzo del 2000 contro il Manchester United, sfida di Champions League persa 1-2.
Dal 2003 al 2005 diviene l'allenatore del Bordeaux. Nella prima stagione termina il campionato al dodicesimo posto, uscendo ai sedicesimi di coppa (sconfitto 1-0 contro l'Aviron dopo aver eliminato 2-0 il Libourne) e uscendo agli ottavi di coppa di lega (2-0 subito contro il Lens dopo aver escluso lo Strasburgo per 1-0). Nella seconda stagione lotta per non retrocedere finendo il torneo al quindicesimo posto, venendo eliminato ai sedicesimi di finale in entrambe le coppe francesi: nella coppa nazionale il Bordeaux elimina l'Istres (2-0), perdendo contro il PSG (3-1); nella coppa di lega viene subito estromesso dal Dijon per 2-1. Nel maggio del 2005 decide di lasciare l'incarico per motivi di salute, iniziando l'attività come osservatore. Nel 2010 ritorna in panchina, come vice allenatore dei Girondini.

## Palmarès

### Club

#### Competizioni nazionali
- Campionato francese: 1

Bordeaux: 1998-1999